# Demerson
Demerson Bruno Costa (Belo Horizonte, 16 marzo 1986) è un allenatore di calcio ed ex calciatore brasiliano, di ruolo difensore.

## Caratteristiche tecniche
È un difensore centrale.

## Carriera
Il 28 novembre 2016 si è salvato dalla tragedia del Volo LaMia 2933 che ha coinvolto la Chapecoense in quanto non convocato per la gara contro l'Atlético Nacional.